# XIV wiek
XIII wiek <> XV wiek
Lata 1300. • Lata 1310. •  Lata 1320. • Lata 1330. • Lata 1340. • Lata 1350. • Lata 1360. • Lata 1370. • Lata 1380. • Lata 1390.
1301 1302 1303 1304 1305 1306 1307 1308 1309 1310 1311 1312 1313 1314 1315 1316 1317 1318 1319 1320 1321 1322 1323 1324 1325 1326 1327 1328 1329 1330 1331 1332 1333 1334 1335 1336 1337 1338 1339 1340 1341 1342 1343 1344 1345 1346 1347 1348 1349 1350 1351 1352 1353 1354 1355 1356 1357 1358 1359 1360 1361 1362 1363 1364 1365 1366 1367 1368 1369 1370 1371 1372 1373 1374 1375 1376 1377 1378 1379 1380 1381 1382 1383 1384 1385 1386 1387 1388 1389 1390 1391 1392 1393 1394 1395 1396 1397 1398 1399 1400

## Wydarzenia historyczne

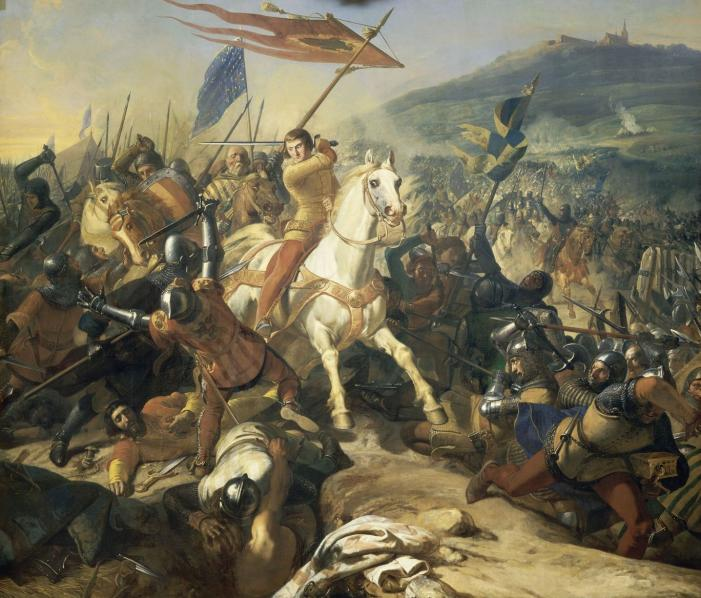
Bitwa pod Mons-en-Pevele (18 VIII 1304)

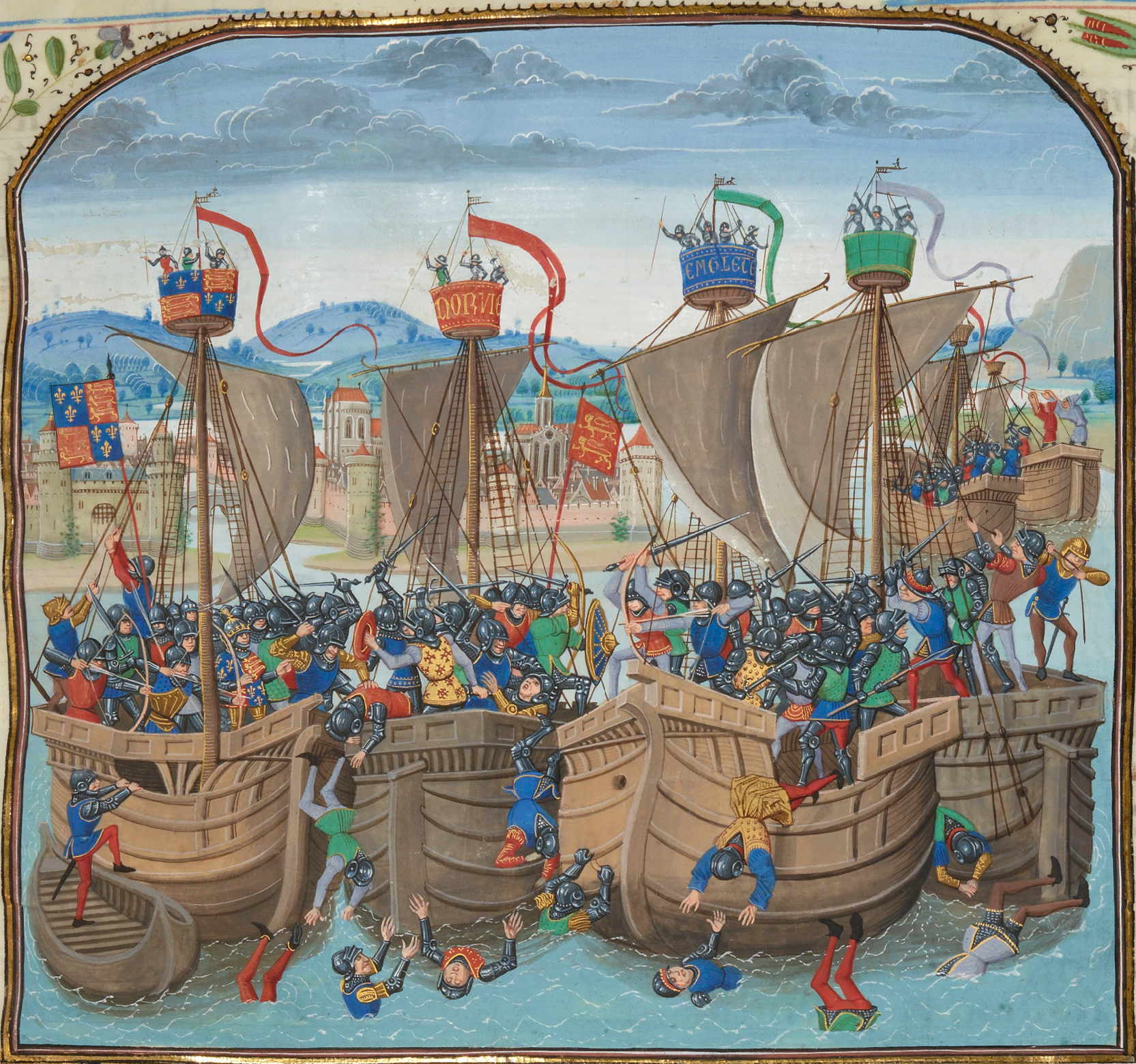
Bitwa pod Sluys
(24 VI 1340)

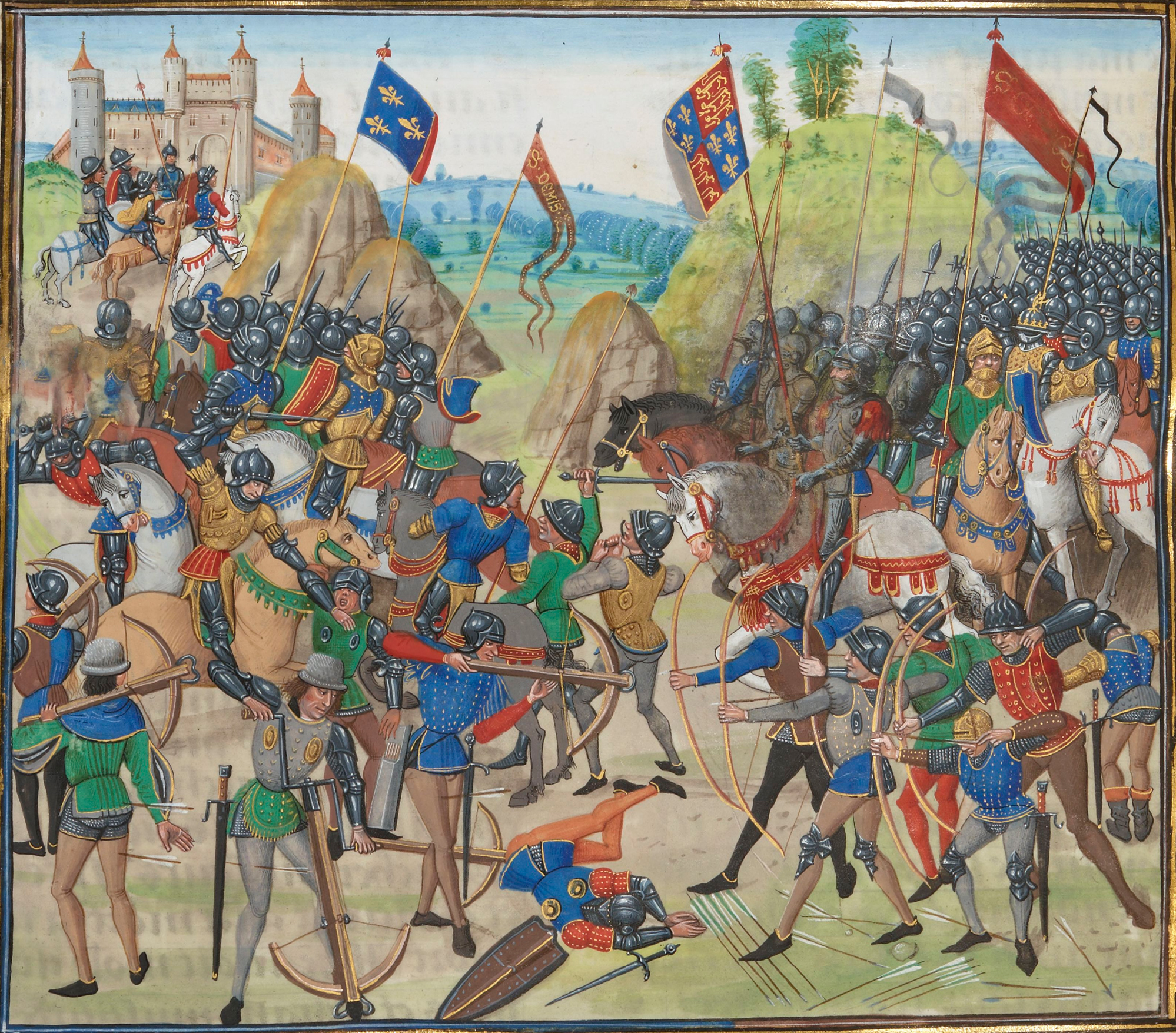
Bitwa pod Crécy
(26 VIII 1346)

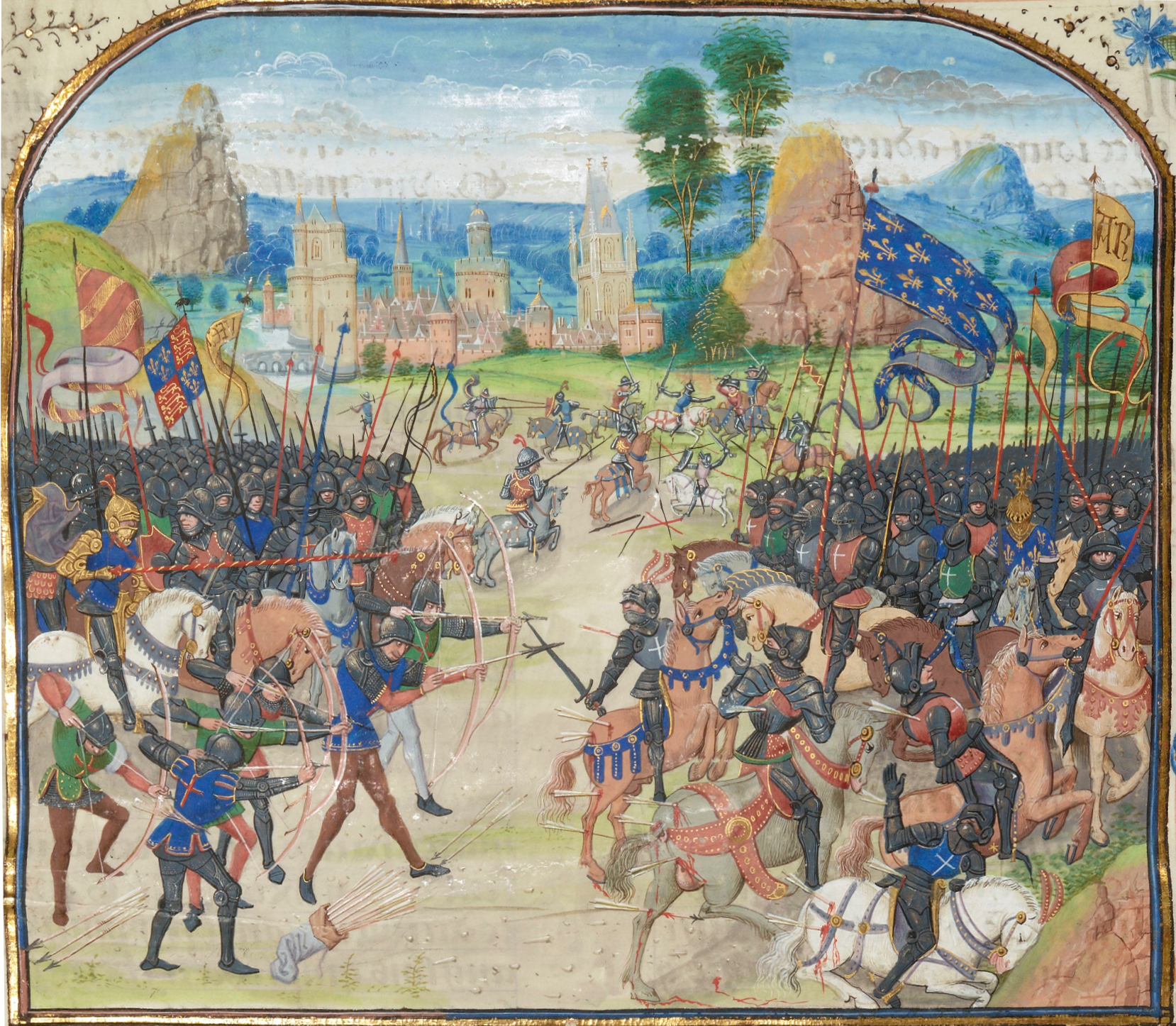
Bitwa pod Poitiers
(19 IX 1356)

- 1301 – papież Bonifacy VIII wydał bullę Ausculta fili carissime, w której zagroził ekskomuniką królowi Francji Filipowi IV, w związku z nałożeniem przez niego podatku na duchownych i przejęcie sądów nad nimi (5 grudnia)
- 1302 – Dante Alighieri został skazany na wygnanie z Florencji (27 stycznia)
- 1303 – papież Bonifacy VIII założył Uniwersytet Rzymski, największy uniwersytet w Europie (20 kwietnia)
- 1304 – zwycięstwo wojsk francuskich nad powstańcami flandryjskimi w bitwie pod Mons-en-Pevele (18 sierpnia)
- 1305 – Klemens V został wybrany na papieża (5 czerwca)
- 1306 – założono Uniwersytet w Orleanie (27 stycznia)
- 1307 – z rozkazu króla Francji Filipa Pięknego aresztowano wielkiego mistrza i wielu innych członków zakonu templariuszy (13 października)
- 1308 – Hanazono został cesarzem Japonii (28 grudnia)
- 1309 – Robert I został królem Neapolu (5 maja)
- 1310 – we Francji 54 templariuszy zostało spalonych na stosie za herezję (11 maja)
- 1311 – Kompania Katalońska rozgromiła nad rzeką Kefisos w Beocji wojska księcia Aten Waltera V (15 marca)
- 1312 – podczas soboru w Vienne papież Klemens V wydał bullę Vox in excelso rozwiązującą zakon templariuszy (22 marca)
- 1313 – Ludwik IV Bawarski pokonał swego kuzyna Fryderyka III w bitwie o Gammelsdorf (9 listopada)
- 1314 – Szkoci pod wodzą Roberta Bruce odnieśli zwycięstwo nad Anglikami w bitwie pod Bannockburn (23/24 czerwca). Szkocja odzyskała niepodległość
- 1315 – pierwsze regaty weneckich gondolierów
- 1316 – Jan XXII wybrany na papieża (7 sierpnia)
- 1317 – margrabia brandenburski Waldemar Wielki, po przegranej bitwie pod Gransee z księciem meklemburskim Henrykiem II, został zmuszony do zawarcia pokoju w Templin i zwrotu ziemi stargardzkiej (25 listopada)
- 1318 – wojska szkockie pod wodzą króla Roberta I Bruce’a odbiły z rąk angielskich miasto Berwick (1 kwietnia)
- 1319 – król Aragonii Jakub II założył Zakon Rycerzy z Montesy
- 1320 – w Arbroath została ogłoszona deklaracja niepodległości Szkocji (6 kwietnia)
- 1321 – założono Uniwersytet Florencki
- 1322 – wojska króla Anglii Edwarda II rozgromiły zbuntowanych baronów w bitwie pod Boroughbridge (16 marca)
- 1323 – podpisany został traktat w Pähkinäsaari, dzielący wschodnią Finlandię pomiędzy Szwecję a Księstwo Nowogrodu (12 sierpnia)
- 1324 – pielgrzymujący do Mekki władca Imperium Mali Mansa Musa przybył do Kairu  (19 lipca); jego szczodrość w rozdawaniu jałmużny była tak wielką, że kurs złota wobec srebra znacznie spadł
- 1325 – książę twerski Dymitr zamordował w stolicy Wielkiej Ordy księcia moskiewskiego Jerzego, mszcząc się za śmierć swego ojca Michała (21 listopada)
- 1326 – w lutym, po raz pierwszy w Europie, pojawiły się armaty (dekret miasta Florencja wymienia armatę z metalu i żelazne kule do niszczenia murów)
- 1327 – Edward III został koronowany na króla Anglii (1 lutego)
- 1328 – koniec dynastii Kapetyngów we Francji (29 maja)
- 1329 – papież Jan XXII w bulli In agro dominico potępił 17 tez niemieckiego teologa i filozofa Johannesa Eckharta, a 11 uznał za podejrzane (27 marca)
- 1330 – rozpoczęła się Bitwa pod Posadą, w której hospodar wołoski Basarab I rozgromił wojska króla Węgier Karola Roberta (9 listopada)
- 1331
  - Bitwa pod Płowcami (27 września)
  - zwycięstwo etiopskiej armii cesarskiej nad muzułmańskimi wojskami Sebr-ad-Dina, władcy jednego z księstw
- 1332 – Bazyli Wielki Komnen został cesarzem Trapezuntu (22 września)
- 1333 – użycie dział w bitwie morskiej (Arabowie)
- 1334 – w bitwie pod Taphede książę Gerard z Holsztynu pokonał syna Krzysztofa II Ottona i uwięził go, umacniając tym samym swoją faktyczną władzę w Danii w okresie bezkrólewia (7 października)
- 1335 – bitwa pomiędzy wojskami cesarza Amde Tsyjon a muzułmańskimi wojskami władcy krainy Adal (zwycięstwo Tsyjona)
- 1336 – włoski poeta Francesco Petrarca zdobył szczyt Mont Ventoux (1912 m n.p.m.) w Prealpach Południowych, co uznaje się za początek alpinizmu (26 kwietnia)
- 1337 – rozpoczyna się wojna stuletnia (24 maja)
- 1338 – zjazd elektorów Rzeszy przy tronie królewskim w Rhense odmówił papieżowi prawa zatwierdzania wyboru i cesarskiej koronacji królów Niemiec (16 lipca)
- 1339 – na zjeździe wyszehradzkim Kazimierz Wielki zawarł układ z Karolem Robertem dotyczący sukcesji tronu polskiego i sojuszu w walkach z Krzyżakami (9 lipca)
- 1340 – Bitwa pod Sluys (24 czerwca)
- 1341 – Ramathibodi I wstąpił na tron Syjamu (4 marca)
- 1342 – Klemens VI został wybrany na papieża (7 maja)
- 1343 – Wojna o sukcesję w Bretanii: królowie Anglii i Francji, Edward III i Filip VI, podpisali w Vannes zawieszenie broni (19 stycznia)
- 1344 – w bitwie morskiej w Zatoce Smyrneńskiej flota wenecka pokonała piratów emira Ajdynu (13 maja)
- 1345 – nastąpiła koniunkcja Marsa, Jowisza i Saturna, łączona przez ówczesnych astrologów z rozpoczętą wkrótce epidemią tzw. czarnej śmierci w Europie (20 marca)
- 1346 – Bitwa pod Crécy (26 sierpnia)
- 1347–1352 – w tych latach epidemia dżumy dziesiątkuje ludność Europy
- 1348 – trzęsienie ziemi z epicentrum w północnych Włoszech spowodowało zniszczenia w promieniu kilkuset km, m.in. osunięcie południowego stoku góry Dobratsch w Alpach Gailtalskich (25 stycznia)
- 1349 – w wyniku trzęsienia ziemi zawaliła się zewnętrzna część południowej ściany Koloseum
- około 1350
  - Higden, angielski mnich i historyk, stworzył owalną mappa mundi (mapa świata)
  - schyłek osadnictwa wikingów na Grenlandii (opuszczono osadę zachodnią)
- 1351 – Wojna o sukcesję w Bretanii: został stoczony rycerski tzw. turniej trzydziestu (27 marca)
- 1352 – wybrano nowego papieża Innocentego VI (18 grudnia)
- 1353 – w Pradze Anna świdnicka została koronowana na królową Czech przez arcybiskupa Arnošta z Pardubic (28 lipca)
- 1354 – podpisano traktat stralsundzki, regulujący spory graniczne między książętami Meklemburgii i Pomorza (12 lutego)
- 1355 – Karol IV Luksemburski został koronowany na cesarza rzymsko-niemieckiego (5 kwietnia)
- 1356 – Bitwa pod Poitiers (19 września)
- 1357 –  we Francji ogłoszono tzw. wielki ordonans marcowy, który ustanowił m.in. zasadę wolnego zwoływania Stanów Generalnych (3 marca)
- 1358 – powstała Republika Dubrownicka (27 czerwca)
- 1359 – zostały odnowione przywileje miejskie Ornety na prawie chełmińskim (14 sierpnia). Miasto otrzymało ratusz
- 1360 – wszedł do obiegu frank francuski (5 grudnia)
- 1361 – Adrianopol bez walki dostał się w ręce Turków, którzy przekształcili go w umocniony obóz osłaniający dostęp do Konstantynopola
- 1362 – potężny sztorm na Morzu Północnym spowodował śmierć co najmniej 25 tys. osób na terenach nadbrzeżnych Anglii, Holandii, Niemiec i Danii (16 stycznia)
- 1363 – Elżbieta Pomorska, czwarta żona Karola IV, została koronowana w Pradze na królową Czech (18 czerwca)
- 1364 – założenie Uniwersytetu Krakowskiego, później nazywanego Jagiellońskim (12 maja)
- 1365 – zdobycie Aleksandrii przez krzyżowców (11 października)
- 1366 – opanowanie Rusi Halickiej oraz uzyskanie kontroli nad zyskownym handlem czarnomorskim (szlachta małopolska prowadziła tam intensywną kolonizację)
- 1367 – rozpoczęła się Wojna duńsko-hanzeatycka (19 listopada)
- 1368 – przywódca antymongolskiego powstania, mnich buddyjski Zhu Yuanzhang, po zdobyciu Pekinu ogłosił się cesarzem i rozpoczął panowanie dynastii Ming (23 stycznia)
- 1369 – I kastylijska wojna domowa: decydujące zwycięstwo sił pretendenta do tronu Henryka Trastámara nad wojskami króla Kastylii-Leónu Piotra I i wspierającymi go wojskami portugalskimi w bitwie pod Montiel (14 marca)
- 1370 – w Paryżu rozpoczęto budowę Bastylii (22 kwietnia)
- 1371 – koalicja chrześcijańskich władców bałkańskich poniosła klęskę w bitwie nad Maricą z wojskami tureckimi (26 września)
- 1372 – Wojna stuletnia: zwycięstwo francusko-kastylijskich sił morskich nad Anglikami w bitwie pod La Rochelle (22 czerwca)
- 1373 – zachowując tytuł elektora Rzeszy, ostatni margrabia z rodu Wittelsbachów – Otto V Leniwy – za pół miliona talarów sprzedał cesarzowi Karolowi IV Marchię Brandenburską (18 sierpnia)
- 1374 – w Finlandii wybuchło antyszwedzkie powstanie. Finowie przejęli kontrolę nad całym krajem, a wojska króla Albrechta Meklemburskiego zbuntowały się przeciwko niemu
- 1375 – Acamapichtili wybrany na tlatoaniego państwa Azteków
- 1376 – wojska ruskie poniosły klęskę w bitwie z Tatarami nad rzeką Pjaną (2 sierpnia)
- 1377 – rozpoczęto budowę katedry w Ulm (30 czerwca)
- 1378 – arcybiskup Cambrai Robert z Genewy wybrany antypapieżem Klemensem VII; początek wielkiej schizmy zachodniej (20 września)
- 1379 – w bitwie morskiej pod Pulą flota genueńska pokonała wenecjańską (7 maja)
- 1380 – w bitwie na Kulikowym Polu wojska Dymitra Dońskiego odniosły zwycięstwo nad Tatarami (8 września)
- 1381 – zawarto drugi traktat z Guérande, na mocy którego Jan IV odzyskał prawo do posiadania księstwa Bretanii (4 kwietnia)
- 1382 – w Paryżu wybuchło powstanie wywołane podniesieniem podatków (1 marca)
- 1383 – podczas wojny rodów rycerskich Grzymalitów i Nałęczów doszło do bitwy pod Szamotułami (15 lutego)
- 1384 – wojska portugalskie pokonały kastylijskich najeźdźców w bitwie pod Atoleiros (6 kwietnia)
- 1385 – unia polsko-litewska w Krewie (14 sierpnia)
- 1386 – Anglia i Portugalia zawarły traktat windsorski (9 maja)
- 1387 – w Niemczech wybuchła tzw. wojna miast - konflikt pomiędzy Związkiem Miast Szwabskich a książętami bawarskimi (15 grudnia)
- 1388 – założono Uniwersytet w Kolonii (21 maja)
- 1389 – szwedzka opozycja wspierana przez wojska duńsko-norweskie zwyciężyła pod Falköping nad oddziałami niemieckimi króla Szwecji Albrechta Meklemburskiego, który dostał się do niewoli (24 lutego)
- 1390 – książę Witold Kiejstutowicz i Krzyżacy rozpoczęli nieskuteczne oblężenie zamku w Wilnie, bronionego przez Skirgiełłę i rycerstwo polskie. W trakcie oblężenie zabity został przez Krzyżaków brat Jagiełły Korygiełło (11 listopada)
- 1391 – w bitwie pod Kunduzczą armia Timura pokonała wojska Złotej Ordy pod wodzą Tochtamysza (19 czerwca)
- 1392 – w Korei uruchomiono pierwszą odlewnię czcionek drukarskich
- 1393 – wojska tureckie zdobyły Tyrnowo, stolicę Bułgarii (17 lipca)
- 1394 – król Yi Song-gye przeniósł 29 listopada stolicę Korei z Kaesŏng do Hanyang (obecnie Seul)
- 1395 – w bitwie nad Terekiem starcia dowodzone przez Tamerlana pokonały wojska Złotej Ordy pod wodzą Tochtamysza (15 kwietnia)
- 1396 – krucjata neapolitańska: europejscy krzyżowcy ponieśli klęskę z Turkami Osmańskimi w bitwie pod Nikopolis (25 września)
- 1397 – Unia kalmarska, jednoczyła Danię, Norwegię i Szwecję pod berłem jednego monarchy (17 czerwca)
- 1398 – rozpoczęto budowę zamku w Bytowie
- 1399 – obalenie Ryszarda II, króla Anglii przez Henryka Bolingbroke'a (30 września)
- 1400 – Zofia Bawarska, druga żona Wacława IV, została koronowana na królową Czech (15 marca)

## Władcy Polskiw XIV wieku
- 1291–1305: Wacław II (król 1300–1305)
- 1305–1306: Wacław III (król 1305–1306)
- 1306–1333: Władysław I Łokietek (książę do 1300, 1305–1320 książę krakowski, od 1320 król)
- 1333–1370: Kazimierz III Wielki
- 1370–1382: Ludwik Węgierski
- 1384–1399: Jadwiga Andegaweńska (z tytułem króla Polski)
- 1386–1434: Władysław II Jagiełło

## B

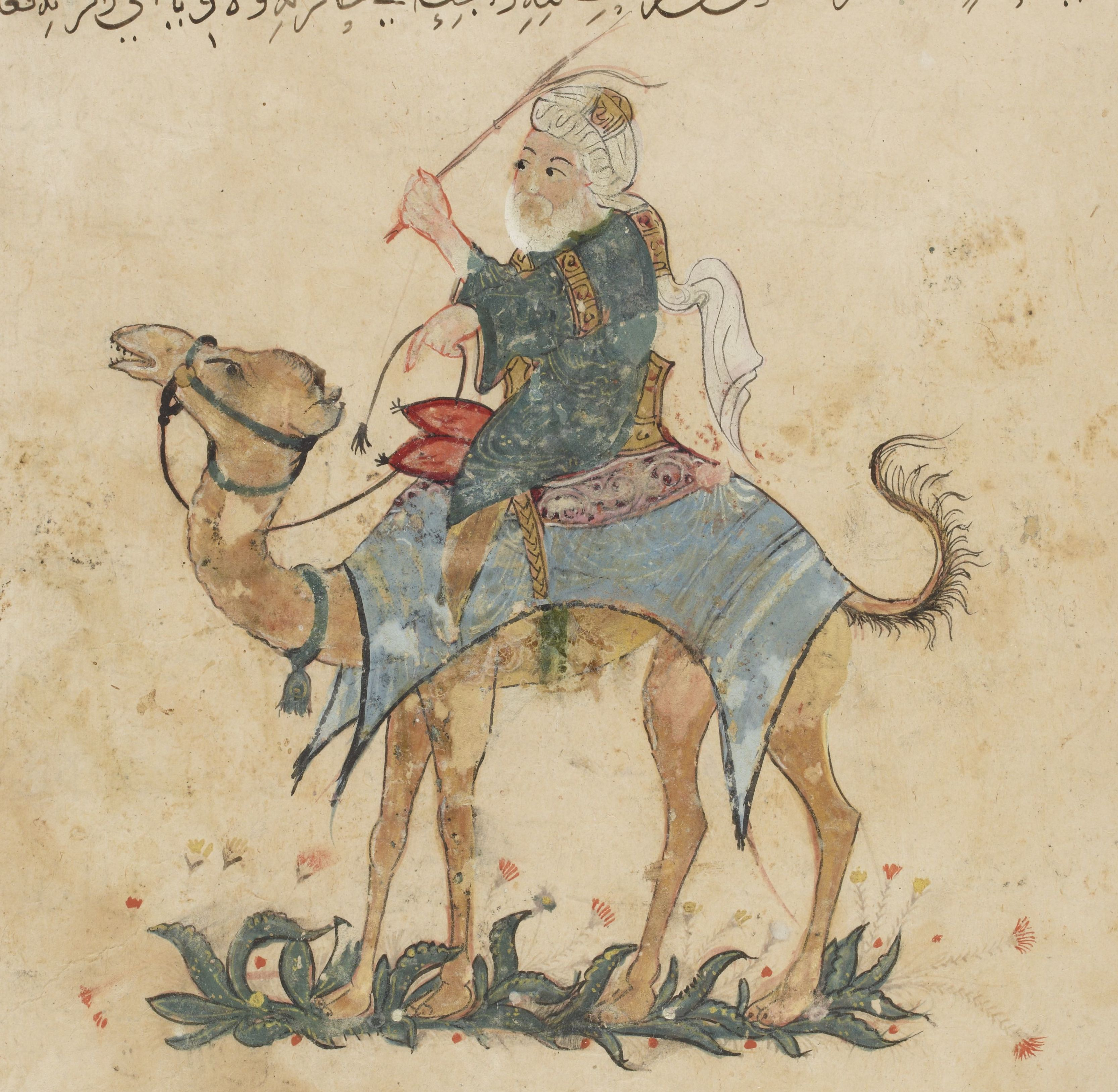
Muhammad Ibn Battuta

- Muhammad Ibn Battuta – podróżnik i geograf arabski

## C

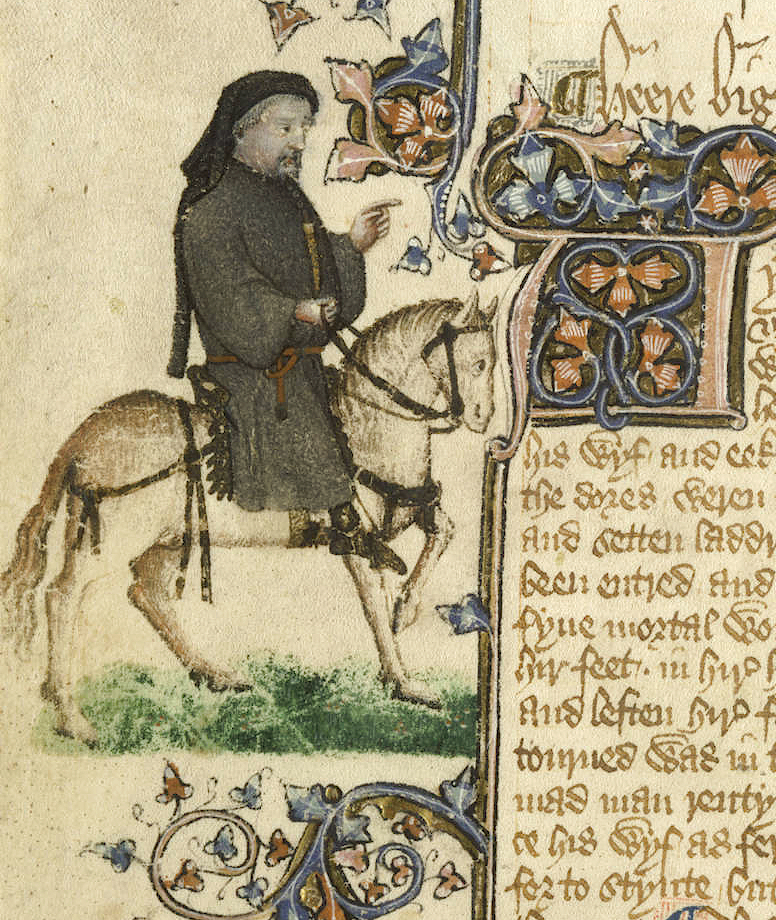
Geoffrey Chaucer

- Geoffrey Chaucer – angielski poeta

## E
- Joanna d’Évreux

## G
- Eleonora de Guzman – szlachcianka kastylijska, kochanka króla Kastylii i León – Alfonsa XI

## J
- Joanna z Tower

## L
- William Langland (ok. 1332 – ok. 1386) – angielski poeta, pochodzący prawdopodobnie z Ledbury

## O
- Beatrycze z Ornacieu – francuska zakonnica, błogosławiona Kościoła katolickiego

## P
- Marco Polo – podróżnik włoski

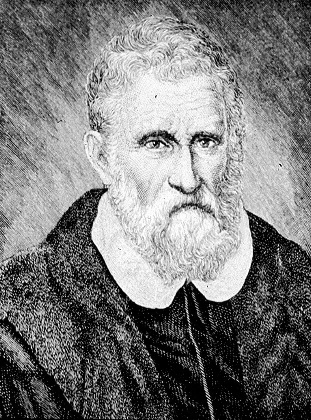
Marco Polo

- Jan de Pontremulo (zm. 25 czerwca 1400) – biskup Pizy

## R
- Cola di Rienzi – przywódca rewolucji ludowej w Rzymie